# Паленица
Паленица — гора в юго-восточной части главного хребта Чивчинских гор (Украинские Карпаты). Расположенная на юге Верховинского района Ивано-Франковской области, юго-восточнее села Буркут и юго-западнее села Нижний Яловец.
Высота 1749,6 м (по другим данным — 1758 м). Гора массивная, с плоской незалисненою вершиной. Юго-западный склон очень крутой, северный переходит в пологий хребет, который простирается на север до хребта Прилучный с вершиной Прилучный (1646 м).
К юго-западу расположена гора Команова (1734 м), на юго-восток — Гнатася (1766,5 м). Через юго-западные склоны горы проходит украинско-румынская граница.
При северных склонах горы расположены истоки реки Чёрный Черемош.